# Liste der Kellergassen in Ravelsbach
Die Liste der Kellergassen in Ravelsbach führt die Kellergassen in der niederösterreichischen Gemeinde Ravelsbach an. Viele Kellergassen werden durch Rad- und/oder Wanderwege erschlossen.
| Foto |                 | Kellergasse                             | Standort                    | Beschreibung |
| ---- | --------------- | --------------------------------------- | --------------------------- | --- |
| ja   | Datei hochladen | Kellergasse Baierdorf                   | KG: Baierdorf Standort      | Die beidseitige Einzelkellergasse liegt in einem Hohlweg nördlich außerhalb der Ortschaft. Sie besteht aus 34 Kellern, etwa zur Hälfte traufständig und zur Hälfte in Schildmauerform, und hat eine Länge von 450 Metern. Mehr als zwei Drittel der Keller sind erneuerungsbedürftig oder verfallen. |
| ja   | Datei hochladen |                                         | KG: Baierdorf Standort      | Die einseitige Einzelkellergasse führt in Hanglage vom nordwestlichen Ortsrand weg. Sie besteht aus neun Kellern und hat eine Länge von 250 Metern. |
| ja   | Datei hochladen | Haltergraben / Beim Kreuz               | KG: Gaindorf Standort       | Die beidseitige Einzelkellergasse liegt in einem Graben nordöstlich knapp außerhalb der Ortschaft. Sie besteht aus 29 Gebäuden, etwa zur Hälfte traufständig und zur Hälfte in Schildmauerform, und hat eine Länge von 300 Metern. Mehr als ein Drittel der Keller ist erneuerungsbedürftig. |
| ja   | Datei hochladen | Schmidgraben                            | KG: Gaindorf Standort       | Die beidseitige Einzelkellergasse liegt in einem Graben am südlichen Ortsrand. Sie besteht aus 17 Gebäuden, etwa zwei Drittel davon erneuerungsbedürftig, und hat eine Länge von 200 Metern. |
| ja   | Datei hochladen | Bahnstraße                              | KG: Gaindorf Standort       | Die einseitige Einzelkellergasse liegt an einer Geländekante an der östlichen Ortsausfahrt. Sie besteht aus 31 Kellern, mehrheitlich traufständig, etwa ein Drittel davon erneuerungsbedürftig, und hat eine Länge von 350 Metern. |
| ja   | Datei hochladen | Veigelberg                              | KG: Gaindorf Standort       | Die beidseitige Einzelkellergasse liegt nordwestlich außerhalb der Ortschaft, teils in einem Graben, teils in Hanglage. Sie besteht aus zehn Gebäuden, mehrheitlich erneuerungsbedürftig, und hat eine Länge von 200 Metern. |
| BW   | Datei hochladen | Fliegentanz                             | KG: Gaindorf Standort       | Die einseitige Einzelkellergasse liegt in Hanglage zwischen dem südöstlichen Ortsrand von Ravelsbach und der zu Gaindorf gehörenden Siedlung Fliegentanz. Sie besteht aus sieben Kellern und hat eine Länge von 100 Metern. |
| ja   | Datei hochladen | Wiesbergkellergasse                     | KG: Minichhofen Standort    | Das Kellergassensystem liegt südlich und südwestlich außerhalb der Ortschaft. Es besteht aus einer 150 Meter langen einseitigen Kellergasse in einem Graben an der Großmeiseldorfer Straße, sowie einer von dort in Richtung Südwesten – den Ravelsbach aufwärts folgenden – einseitigen, 750 Meter langen Kellergasse an einer Geländekante. Insgesamt befinden sich hier 40 Gebäude, mehr als die Hälfte erneuerungsbedürftig. |
| ja   | Datei hochladen | Sitzendorfer Kellergasse                | KG: Minichhofen Standort    | Die beidseitige Einzelkellergasse liegt in einem Graben an der nördlichen Ortsausfahrt. Sie besteht aus 13 Gebäuden, mehrheitlich in Schildmauerform, und hat eine Länge von 250 Metern. Die älteste Datierung ist von 1819. |
| ja   | Datei hochladen | Herrengasse, Kellergasse Oberravelsbach | KG: Oberravelsbach Standort | Die beidseitige Kellergasse liegt in einem Hohlweg, der nördlich außerhalb des Orts parallel zum Ort verläuft. Sie ist die einzige der Oberravelsbacher Kellergassen, in der noch mehrere Keller offensichtlich bewirtschaftet werden, und besteht aus 25 Gebäuden, davon etwa die Hälfte erneuerungsbedürftig. Die älteste Datierung ist von 1827.                                                                              |
| BW   | Datei hochladen | Saugasse                                | KG: Oberravelsbach Standort | Die beidseitige Einzelkellergasse liegt in einem Hohlweg nordwestlich außerhalb des Dorfs. Sie umfasst 18 Keller, überwiegend erneuerungsbedürftig oder verfallen, und hat eine Länge von 150 Metern |
| ja   | Datei hochladen |                                         | KG: Oberravelsbach Standort | Die beidseitige Einzelkellergasse liegt in einem Hohlweg nördlich außerhalb des Orts. Die wenigen Keller in dem nicht mehr benutzten und daher völlig verwachsenen Hohlweg sind verfallen. |
| ja   | Datei hochladen |                                         | KG: Oberravelsbach Standort | Die einseitige Einzelkellergasse liegt in einem Hohlweg westlich vom Ort. Die wenigen Keller sind im Verfall begriffen. |
| ja   | Datei hochladen | Kellergasse Wilhelmsdorf                | KG: Oberravelsbach Standort | Die von der zur Gemeinde Maissau gehörenden Ortschaft Wilhelmsdorf aus genutzte einseitige Einzelkellergasse liegt in einem Hohlweg auf dem Gebiet der Katastralgemeinde Oberravelsbach, über einen Kilometer von Oberravelsbach entfernt. Sie besteht aus 13 Kellern, mehrheitlich in Schildmauerform, und überwiegend erneuerungsbedürftig oder verfallen, und hat eine Länge von 100 Metern.                                  |
| ja   | Datei hochladen | Kellergasse Parisdorf                   | KG: Parisdorf Standort      | Die einseitige Einzelkellergasse liegt an einer Geländekante nordwestlich des Dorfs. Sie besteht aus 29 Kellern, einige davon umgebaut, etwa die Hälfte erneuerungsbedürftig, und hat eine Länge von 300 Metern. Die älteste Datierung ist von 1847. |
| ja   | Datei hochladen | Berg                                    | KG: Parisdorf Standort      | Die überwiegend einseitige Einzelkellergasse liegt in einem Hohlweg nördlich außerhalb des Dorfs. Sie besteht aus fünf verfallenden Kellern in Schildmauerform und hat eine Länge von 50 Metern. |
| BW   | Datei hochladen | Haltergraben, Kellergasse               | KG: Pfaffstetten Standort   | Die beidseitige Einzelkellergasse liegt in einem Graben am westlichen Ortsrand. Sie besteht aus 39 Gebäuden, ein paar davon zur Wohnnutzung umgebaut, und hat eine Länge von 250 Metern. |
| BW   | Datei hochladen | Timmelgraben, Wartgasse                 | KG: Pfaffstetten Standort   | Die beidseitige Einzelkellergasse liegt in einem Hohlweg, der von der südlichen Ortsausfahrt in Richtung Südwesten wegführt. Sie besteht aus 22 Kellern, etwa die Hälfte erneuerungsbedürftig, und hat eine Länge von 250 Metern. |
| BW   | Datei hochladen |                                         | KG: Pfaffstetten Standort   | Die beidseitige Einzelkellergasse liegt in einem Hohlweg, der vom südwestlichen Ortsrand nach Süden führt. Die etwa zehn Keller in dem Weg sind alle schon verfallen. |
| BW   | Datei hochladen | Ebersbrunner Straße                     | KG: Pfaffstetten Standort   | Die beidseitige Einzelkellergasse liegt an der südlichen Ortsausfahrt. Verstreut entlang der tief eingeschnittenen Straße befinden sich einige wenige Keller. |
| ja   | Datei hochladen | Richtung Wiesberg                       | KG: Pfaffstetten Standort   | Die beidseitige Einzelkellergasse liegt in einem Hohlweg, der vom südöstlichen Ortsrand nach Süden führt. Die etwa zehn Keller in dem Weg sind alle schon verfallen. |
| BW   | Datei hochladen | Großmeiseldorfer Straße                 | KG: Pfaffstetten Standort   | Einseitig an einer Geländekante an der Südseite der nach Osten aus dem Ort führenden Straße befinden sich vier Keller in Schildmauerform. |
| ja   | Datei hochladen | Bahnstraße                              | KG: Ravelsbach Standort     | Die einseitige Einzelkellergasse liegt an einer Geländekante an der Südseite der Bahnstraße. Auf einer Länge von 200 Metern befindet sich etwa ein Dutzend Gebäude, teils auch mit Wohnnutzung. Bemerkenswert ist das 2012 zu Wohnzwecken umgebaute Gebäude im Hof des Düringer-Anwesens, das ursprünglich als Presshaus und Schüttkasten diente.                                                                                |
| ja   | Datei hochladen | Kellergasse Ravelsbach (beim Friedhof)  | KG: Ravelsbach Standort     | Das Kellergassensystem liegt am südlichen Ortsrand, hinter dem Friedhof und weiter hinauf bis zum Wasserturm, teils in Hanglage, teils in Hohlwegen. Auf 600 Metern Länge befinden sich 35 Gebäude, einige davon zu Wohnzwecken umgebaut. Knapp die Hälfte der Keller ist in Schildmauerform, ein Drittel erneuerungsbedürftig. Die älteste Datierung ist von 1796.                                                              |
| ja   | Datei hochladen | Kremser Straße                          | KG: Ravelsbach Standort     | Die einseitige Einzelkellergasse liegt in einem Graben an der südlichen Ortsausfahrt. Schmidbaur fand hier auf einer Länge von 150 Metern elf Keller vor, durchwegs in Schildmauerform und überwiegend erneuerungsbedürftig oder verfallen. Heute sind nur mehr sechs Keller erkennbar, von denen fünf verfallen sind. |

| Foto:                    | Fotografie der Kellergasse (Gesamtheit). Klicken des Fotos erzeugt eine vergrößerte Ansicht. Daneben finden sich zwei Symbole: \| Weitere Bilder vorhanden \| Das Symbol bedeutet, dass weitere Fotos des Objekts verfügbar sind. Durch Klicken des Symbols werden sie angezeigt. \| \| Eigenes Foto hochladen \| Durch Klicken des Symbols können weitere Fotos des Objekts in das Medienarchiv Wikimedia Commons hochgeladen werden. \| |
| Name:                    | Bezeichnung der Kellergasse |
| Standort:                | Es ist die Katastralgemeinde (KG) angegeben. Durch Aufruf des Links Standort wird die Lage der Kellergasse in verschiedenen Kartenprojekten angezeigt. |
| Beschreibung             | Kurze Beschreibung der Kellergasse |
| Weitere Bilder vorhanden | Das Symbol bedeutet, dass weitere Fotos des Objekts verfügbar sind. Durch Klicken des Symbols werden sie angezeigt. |
| Eigenes Foto hochladen   | Durch Klicken des Symbols können weitere Fotos des Objekts in das Medienarchiv Wikimedia Commons hochgeladen werden. |